# Štítonos černozobý

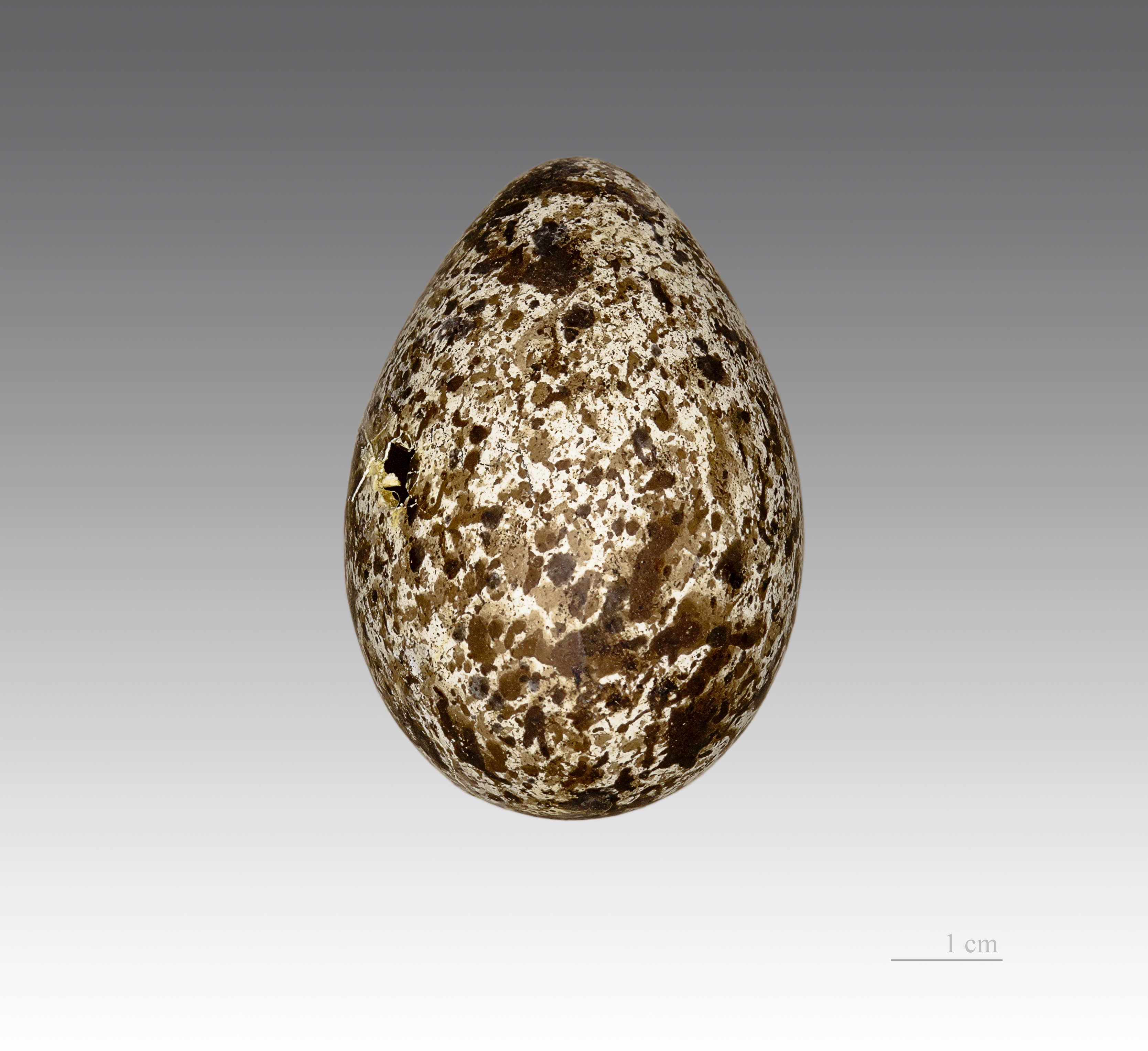
Chionis minor

Štítonos černozobý (Chionis minor) je ptačí druh z rodu štítonos. Rod štítonos se rozděluje pouze na dva druhy a sám vytváří monotypickou čeleď štítonosovití.

## Výskyt
Štítonos černozobý trvale obývá pouze čtyři skupiny subantarktických ostrovů v jižní části Indického oceánu. Vyskytuje se na ostrovech prince Edwarda, Crozetových ostrovech, Kerguelenových ostrovech a na Heardově a McDonaldových ostrovech. Z těchto ostrovů, na rozdíl od svých příbuzných štítonosů světlezobých, před tamním zimním obdobím neodlétají na teplejší sever. Okolo jejich ostrovů oceán trvale nezamrzá a tím mají větší šanci se uživit. Přelétávají nejvýše mezi ostrovy v rámci domovského souostroví podle momentálního výskytu potravy.

## Taxonomie
Spojení mezi těmito čtyřmi populacemi se zpřetrhaly a ptáci, "uvězněni" na jednotlivých souostrovích, za tu dobu vytvořili čtyři rozlišitelné poddruhy:
- Chionis minor Hartlaub subsp. minor – na Kerguelenových ostrovech
- Chionis minor Hartlaub subsp.crozettensis Sharpe – na Crozetových ostrovech
- Chionis minor Hartlaub subsp.marionensis Reichenow – na ostrovech prince Edwarda
- Chionis minor Hartlaub subsp.nasicornis Reichenow – na Heardově ostrově a McDonaldových ostrovech [3][4]

## Popis
Jsou to bílí ptáci podobní větším, zavalitým holubům, Dosahují délky od 38 do 41 cm a samci váží 530 až 610 a samice 460 až 530 gramů. Rozpětí křídel mají v toleranci 39 až 41 cm. Svých leteckých schopností příliš nevyužívají, spíše preferují své silné nohy s prsty uzpůsobenými k chůzi po pevné zemi. Plovací blány mají zakrnělé, na vodu málokdy sedají a z vody ani neloví. Často si však u břehu své bílé, husté, hřejivé peří koupou a následně ošetřují. Jsou hbití, odvážní, zvědaví a stále při chuti.
Od štítonosů světlezobých se odlišují poněkud drobnějším vzrůstem a hlavně na prvý pohled tím, že svůj silný zobák kuželovitého tvaru mají zabarvený tmavě, stejně jako zrohovatělý štítek překrývající u kořene zobáku nozdry. Ozobí mají taktéž tmavé, včetně lalokovitých výrůstků.

## Stravování
Jsou to všežravci, kteří mimo období kdy žijí ve společných koloniích s hnízdícími ptáky nebo ploutvonožci, se stravují velice střídmě. Svou potravu si usilovně hledají mezi kameny a skromnými trsy rostlin, nepohrdnou ani mořem na břeh vyplavenými živočichy, živými i mrtvými, nebo mořskými řasami. V případě nedostatku sezobou i trus tučňáků v domnění, že naleznou nestrávené zbytky potravy. Přijdou jim vhod jakékoliv odpadky biologického původu, bezpečně likvidují odpad i po lidech z výzkumných stanic. Jsou schopni ulovit i drobné hlodavce. Z moře si sbírají svou potravu jen za odlivu, kdy pečlivě prohledávají dno a sbírají korýše a ostatní živočichy. Na rozdíl od štítonose světlezobého se nepohybují výhradně jen na pobřeží, ale zalétávají i dovnitř ostrovů. Tam hledají na tamních loukách nebo v jezírkách různé bezobratlé živočichy.
Etapa dostatku potravy jim nastává v době obsazení hnízdišť. Tehdy se převtělí do role zlodějíčků a berou na co dosáhnou. Přitom je zajímavé, že se mohou po hnízdišti volně procházet a hnízdící ptáci si jich téměř nevšímají. Nejdříve kradou vejce, později i čerstvě vylíhnutá a opuštěná ptáčátka. Dorážejí na rodiče vracející se s potravou ve voleti a nutí je vyvrhnou také něco pro ně. Jsou tak hbití, že při krmení kradou potravu přímo ze zobáků. V koloniích ploutvonožců zase napadají čerstvě narozená mláďata, klovou je a pijí vytékající krev. Největším úlovkem je pro ně placenta rodičky. Účastní se společně se silnějšími mrchožrouty, např. s buřňákem obrovským, definitivní likvidace mrtvě narozených nebo zemřelých mláďat.

## Rozmnožování
Jsou to ptáci monogamní, kdy jednou vytvořené páry se vracejí hnízdit na svá místa. Před zahnízděním si vytvářejí hnízdní teritorium které si chrání, nezvané hosty klovou a na odstrašení používají i pronikavý křik. Skryté hnízdo si vybudují z materiálu dostupného v okolí nejčastěji ve skalních rozsedlině a střídají se při inkubaci dvou až tří krémově bílých nebo hnědě skvrnitých vajíček po dobu asi jednoho měsíce. Zhruba ve věku dvou měsíců jsou kuřata již opeřená a pomalu si začínají sama hledat potravu. Rodiče je ještě nějakou dobu dokrmují a mláďata se pak zdržují v blízkosti asi do roku věku. Pak odlétají, ne však dále než 1 km. Přestože samice snášejí 2 až 3 vejce, doroste v hnízdě do věku osamostatnění jen asi po jednom mláděti. Na své prvé zahnízdění čekají tři až pět let.
Počet dospělých jedinců se odhaduje celkem na 15 až 20 000, za jejich největšího nepřítele jsou považovány zdivočelé kočky. Protože jejich počty se v posledních létech nesnižují, je tento druh hodnocen IUCN jako málo dotčený (LC).